# التحول في نظام الحكم بألمانيا

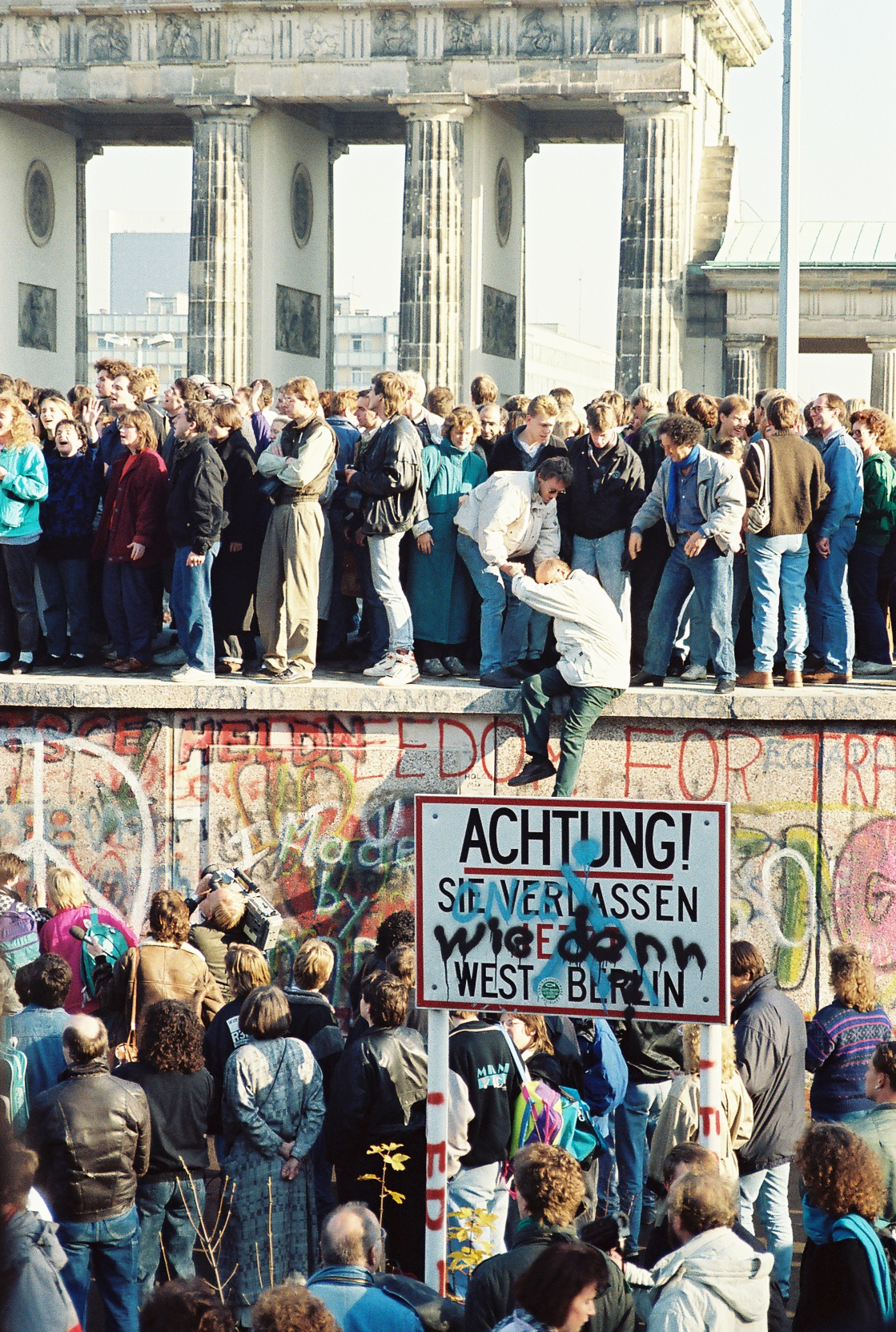
جدار برلين عند بوابة براندنبورغ، 10 نوفمبر 1989

الثورة السلمية أو نقطة التحول (بالألمانية: Friedliche Revolution) كانت عملية التغيير الاجتماعي السياسي التي أدت إلى فتح حدود ألمانيا الشرقية مع الغربية، ونهاية حزب الوحدة الاشتراكية الألمانية (SED) في جمهورية ألمانيا الديمقراطية (ألمانيا الشرقية) والانتقال إلى الديمقراطية البرلمانية، والتي تكمن في إعادة توحيد ألمانيا في أكتوبر 1990. حدث هذا من خلال مبادرات ومظاهرات غير عنيفة. يشار إلى فترة التغيير هذه أيضًا بالألمانية باسم Die Wende (تُلفظ بالألمانية: [diː ˈvɛndə]، «التحول»).
كانت هذه الأحداث مرتبطة ارتباطًا وثيقًا بقرار الزعيم السوفيتي ميخائيل غورباتشوف التخلي عن الهيمنة السوفيتية في أوروبا الشرقية وكذلك الحركات الإصلاحية التي انتشرت عبر بلدان الكتلة الشرقية. بالإضافة إلى تحول الاتحاد السوفيتي في السياسة الخارجية، فقد أدى افتقار جمهورية ألمانيا الديمقراطية إلى القدرة التنافسية في السوق العالمية بالإضافة إلى ارتفاع ديونها الوطنية الحادة إلى تسريع زعزعة استقرار الدولة ذات الحزب الواحد التابعة للحزب الاشتراكي الديمقراطي.
وكان من بين من يقودون عملية الإصلاح داخل ألمانيا الديمقراطية مثقفون وشخصيات كنسية كانوا في معارضة سرية منذ عدة سنوات، وأشخاص يحاولون الفرار من البلاد، ومتظاهرين مسالمين لم يعودوا على استعداد للتنازل عن تهديد العنف والقمع.
نظرًا لاستجابتها العدائية للإصلاحات المنفذة داخل «أراضي الأخوان الاشتراكية»، كانت قيادة الحزب الاشتراكي الديمقراطي معزولة بالفعل بشكل متزايد داخل الكتلة الشرقية عندما سمحت بفتح الحدود عند جدار برلين في 9 نوفمبر 1989. من خلال التغيير في القيادة والاستعداد للتفاوض، حاول حزب الوحدة الاشتراكية الألماني استعادة المبادرة السياسية، لكن وقعت السيطرة على الوضع بشكل متزايد على عاتق حكومة ألمانيا الغربية تحت رئاسة المستشار هيلموت كول.
من ديسمبر 1989، تأثرت حكومة جمهورية ألمانيا الديمقراطية برئاسة رئيس الوزراء هانز مودرو بالمائدة المستديرة المركزية، التي وضعت موضع التنفيذ عند حل شتازي وأعدت انتخابات حرة. بعد فوز الانتخابات في تحالف من الأحزاب التي دعمت إعادة توحيد ألمانيا، كان المسار السياسي داخل ألمانيا الديمقراطية واضحًا.

## الجدول الزمني
أحداث مهمة:

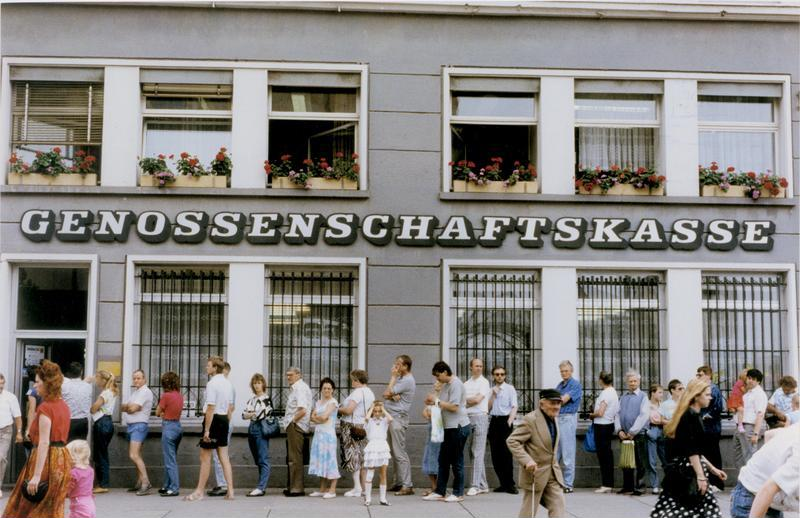
قائمة انتظار خارج أحد البنوك في جيرا، في 1 يوليو 1990، وهو اليوم الذي اعتمد فيه ألمانيا الشرقية عملة ألمانيا الغربية.

- أواخر الثمانينيات - فترة تحرير الكتلة السوفيتية (غلاسنوست) والإصلاح (البيسترويكا).[1]
- 27 يونيو 1989 - افتتاح السياج الحدودي الهنغاري مع النمسا.[2]
- 19 أغسطس 1989 - نزهة عموم أوروبا على الحدود المجرية النمساوية، عندما هرب مئات الألمان الشرقيين، الذين سُمح لهم بالسفر إلى هنغاريا ولكن ليس إلى الغرب، إلى ألمانيا الغربية عبر النمسا.[3]
- من 4 سبتمبر 1989 - مظاهرات يوم الاثنين في ألمانيا الشرقية دعت إلى فتح الحدود مع ألمانيا الغربية والمزيد من الحماية لحقوق الإنسان.[4]
- 18 أكتوبر 1989 - عزل إريك هونيكر أمينا عاما لحزب الوحدة الاشتراكي في ألمانيا.[5]
- 9 نوفمبر 1989 - سقوط جدار برلين، مما مكن الألمان الشرقيين من السفر بحرية إلى الغرب.
- 3 ديسمبر 1989 - تنحي حزب الوحدة الاشتراكية.[6]
- 4 ديسمبر 1989 - احتلال المواطنين لمباني شتازي في جميع أنحاء البلاد، ابتداءً من إرفورت. تم شغل مقر شتازي في برلين في 15 يناير 1990.
- 13 يناير 1990 - حل شتازي.[7]
- 18 مارس 1990 - الانتخابات العامة الألمانية الشرقية عام 1990، والتي كانت أيضًا استفتاءً شبه جديد حول إعادة التوحيد، حصل فيه التحالف من أجل ألمانيا، الذي دعم إعادة التوحيد، على أعلى نسبة من الأصوات.[8]
- 1 يوليو 1990 - دخلت اتفاقية Währungs-، Wirtschafts- und Sozialunion (الاتحاد النقدي والاقتصادي والاجتماعي) بين ألمانيا الشرقية والغربية حيز التنفيذ.[9] اعتمدت ألمانيا الشرقية العملة الألمانية الغربية في هذا اليوم.
- 31 أغسطس 1990 - توقيع Einigungsvertrag (معاهدة التوحيد) بين جمهورية ألمانيا الديمقراطية وجمهورية ألمانيا الاتحادية في 31 أغسطس 1990 ومعاهدة التسوية النهائية فيما يتعلق بألمانيا في 12 سبتمبر 1990.
- 3 أكتوبر 1990 - تحقيق إعادة توحيد ألمانيا من خلال دمج خمس ولايات من ألمانيا الشرقية أعيد تأسيسها في جمهورية ألمانيا الاتحادية.

## السياسة السوفيتية تجاه الكتلة الشرقية
كان التحول الأساسي في السياسة السوفيتية تجاه دول الكتلة الشرقية تحت قيادة ميخائيل غورباتشوف في أواخر الثمانينات من القرن الماضي مقدمة لمظاهرات واسعة النطاق ضد حزب الوحدة الاشتراكية، الذي حكم ألمانيا الشرقية منذ تأسيس البلاد في 7 أكتوبر 1949. الانتفاضات السابقة - ألمانيا الشرقية (1953)، تشيكوسلوفاكيا (1953)، بولندا (1956)، المجر (1956) وربيع براغ (1968) - تم إخمادها من قبل القوات السوفيتية. كان رد الفعل السوفياتي على الأزمة البولندية في 1980-1981 بالفعل من عدم التدخل.
بعد أن بدأت سياسة غلاسنوست (الانفتاح) وأكدت على الحاجة إلى البيريسترويكا (إعادة الهيكلة الاقتصادية)، في يوليو 1989، سمح جورباتشوف لدول حلف وارسو ببدء إصلاحات سياسية واقتصادية خاصة بها ضمن شروط المعاهدة.
أصبحت سياسة عدم التدخل في الشؤون الداخلية لدول الكتلة السوفيتية رسمية مع بيان جورباتشوف في 26 أكتوبر 1989 بأن «الاتحاد السوفياتي ليس له حق معنوي أو سياسي في التدخل في شؤون جيرانه في أوروبا الشرقية». أطلق على هذا اسم «مذهب سيناترا"، من قِبل المتحدث باسم غورباتشوف غينادي جيراسيموف الذي قال مازحا» أنت تعرف أغنية فرانك سيناترا، «فعلت ذلك بطريقتي؟ المجر وبولندا يفعلون ذلك بطريقتهم.» 

### رد فعل ألمانيا الشرقية على الإصلاحات السوفيتية
بعد الإصلاحات، بحلول عام 1988، توترت العلاقات بين غورباتشوف وهونيكر، على الرغم من أن علاقة جهازي المخابرات السوفيتي والألماني كانا متقاربيتين.
في نوفمبر 1988، تم حظر توزيع مجلة سبوتنيك الشهرية السوفيتية في ألمانيا الشرقية لأن انتقاداتها السياسية المفتوحة الجديدة أزعجت الدوائر العليا لقيادة ألمانيا الشرقية. تسبب هذا في الكثير من الاستياء وساعد على تنشيط حركة المعارضة. بعد عام، تم إعادة بيع المجلة، وتم إتاحة طبعات خاضعة للرقابة من إصدارات العام السابق في إصدار خاص للألمان الشرقيين.

## محفزات لأزمة عام 1989

### الوضع الاقتصادي
كان الاقتصاد في ألمانيا الشرقية أقوى من بلدان الكتلة الشرقية الأخرى، وكان الأكثر نجاحا من بلدان مجلس التعاون الاقتصادي. كان الشريك التجاري الأهم للاتحاد السوفيتي، على الرغم من أنه كان متحما به. لقد كان مصدرا صافيا للتكنولوجيا. ساعدت اللغة المشتركة والعلاقات الثقافية والشخصية مع ألمانيا الغربية في تعزيز اقتصادها. كانت تجارتها مع ألمانيا الغربية تتراوح بين 50 و60 في المائة من إجمالي تجارتها مع الدول الغربية.
على الرغم من الإشادة بها كقصة نجاح شيوعية، إلا أن نموها الاقتصادي تباطأ في أواخر الثمانينيات إلى أقل من 1٪ سنويًا ولم يتم بلوغ الأهداف الاقتصادية للحكومة. كان عليها التعامل مع المنافسة العالمية المتزايدة مع البنية التحتية الصناعية المتداعية، ونقص العمالة والمواد الخام. اعتبارًا من عام 1986، كان يُنظر إلى منتجاتها في كثير من الأحيان على أنها منخفضة، كما أن الطلبات التي تم تسليمها إلى الاتحاد السوفيتي كانت مرفوضة بسبب سوء معايير الجودة. كانت الدول الشيوعية الأخرى تتبع إصلاحات يقودها السوق، لكن حكومة إريك هونيكر رفضت هذه التغييرات، بدعوى أنها تتعارض مع الإيديولوجية الماركسية. تم إنفاق أكثر من خمس دخل الحكومة على دعم تكاليف السكن والغذاء والسلع الأساسية.
أدى سوء الصرف الصحي والبنية التحتية الصناعية إلى مشاكل بيئية كبيرة. وكان نصف مياه الصرف الصحي في البلاد دون معالجة، وكذلك معظم النفايات الصناعية. أكثر من ثلث أنهار ألمانيا الشرقية، وما يقرب من ثلث الخزانات ونصف بحيراتها كانت ملوثة بشدة. تضررت غاباتها بسبب ثاني أكسيد الكبريت وكان تلوث الهواء في المدن مشكلة. لعبت الاحتجاجات حول هذه المشاكل البيئية دوراً كبيراً في الثورة السلمية.
كسب العمال في ألمانيا الشرقية أكثر من العاملين في الدول الشيوعية الأخرى وكان لديهم سكن أفضل من معظمهم، لكنهم قارنوا أنفسهم بالألمان الغربيين الذين كانوا أفضل حالًا وكان هذا سببًا آخر لعدم الرضا.

### الاحتيال الانتخابي
في الممارسة العملية، لم يكن هناك خيار حقيقي في انتخابات ألمانيا الشرقية، والتي كانت تتكون من مواطنين صوتوا للموافقة على قائمة تم اختيارها مسبقًا لمرشحي «الجبهة الوطنية». كانت الجبهة الوطنية من الناحية النظرية تحالفًا للأحزاب السياسية، لكنها كانت كلها خاضعة لسيطرة حزب الحوار الاقتصادي والاجتماعي، الذي سيطر على فولكسكامر، برلمان ألمانيا الشرقية. كانت نتائج الانتخابات بشكل عام حوالي 99٪ «نعم» لصالح القائمة. ومع ذلك، قبل انتخابات 7 مايو 1989، كانت هناك علامات مفتوحة على استياء المواطنين من الحكومة والسيد قلق من احتمال وجود عدد كبير من أصوات «لا». زاد عدد طلبات الحصول على "Ausreiseantrag" (إذن لمغادرة البلاد) وكان هناك استياء من ظروف الإسكان ونقص المنتجات الأساسية.
في الأسابيع التي سبقت الانتخابات، دعا نشطاء المعارضة إلى مقاطعتها، ووزعوا منشورًا ينتقد نظام إريك هونيكر. ومع ذلك، تم إعلان نتيجة الانتخابات بـ 98.5٪ «نعم». نشرت وسائل الإعلام الألمانية الغربية أدلة واضحة على تزوير الانتخابات. عندما تم بث هذه المعلومات، تم التقاطها في ألمانيا الشرقية، مما أثار احتجاجات.
طالب المواطنون بحقهم القانوني في مراقبة فرز الأصوات. وأظهر مراقبو الانتخابات من الكنائس ومجموعات أخرى أن الأرقام قد تم تزويرها. وضع حوالي 10٪ من الناخبين خطًا في كل اسم في القائمة، مما يشير إلى تصويت «لا»، وحوالي 10٪ من الناخبين لم يصوتوا على الإطلاق. بعد الاحتجاجات الأولية في 7 مايو، كانت هناك مظاهرات في السابع من كل شهر في ميدان ألكسندر في برلين.

### الثغرات في الستار الحديدي

#### خلفية
كان لدى الاتحاد السوفيتي ودول الكتلة الشرقية سياسات انعزالية قوية وطوروا أنظمة وبنية تحتية معقدة لتقييد سفر مواطنيهم إلى ما وراء الستار الحديدي. غادر حوالي 3.5 مليون شخص جمهورية ألمانيا الديمقراطية إلى ألمانيا الغربية قبل بناء جدار برلين والحدود الألمانية الداخلية في أغسطس 1961. بعد ذلك، كان لا يزال من الممكن المغادرة قانونًا، من خلال التقدم بطلب للحصول على تصريح (مغادرة). بين عامي 1961 و1988 غادر حوالي 383000 شخص بهذه الطريقة.
كما أن الحكومة نفت قسراً الأشخاص، والسجناء السياسيين وعائلاتهم يمكن أن يتم فدية لحكومة ألمانيا الغربية، على الرغم من أن المتورطين لم يكن لديهم خيار في هذه المسألة. بين عامي 1964 و1989 تم تسجيل 33755 سجينًا سياسيًا وحوالي 250,000 من أقاربهم وغيرهم «تم بيعهم» إلى ألمانيا الغربية.
سافر معظم الذين حاولوا الفرار بشكل غير قانوني بعد عام 1961 إلى بلدان الكتلة الشرقية الأخرى، لأنهم يعتقدون أن حدودهم الغربية كانت أسهل في اختراقها من حدود ألمانيا الشرقية. حوالي 7000 - 8000 من الألمان الشرقيين هربوا من بلغاريا والمجر وتشيكوسلوفاكيا بين عامي 1961 و1988. ومع ذلك، فقد أُحبطت غالبية المحاولات وتم القبض على أولئك الذين ألقي القبض عليهم وأُعيدوا لمواجهة النظام القانوني لألمانيا الشرقية. كما قُتل بعضهم برصاص حرس الحدود.

#### فتح الحدود الهنغارية والتشيكية السلوفاكية
تقاعد الزعيم المجري، يانوس قادار، في 22 مايو 1988 وشكيل أحزاب سياسية أخرى تحدت النظام الاشتراكي القديم في المجر، مما أدى إلى فترة من التحرر. بعد عام تقريبًا، في 2 مايو 1989، بدأت الحكومة الهنغارية تفكيك سياجها الحدودي مع النمسا. شجع ذلك مواطني ألمانيا الشرقية على بدء السفر إلى المجر على أمل أن يتمكنوا من الوصول إلى الغرب بسهولة أكبر، ليس فقط عبر الحدود، ولكن أيضًا عن طريق الذهاب إلى سفارة ألمانيا الغربية في بودابست والسعي إلى aslyum. في 27 يونيو 1989، قطع وزير الخارجية الهنغاري جيولا هورن ونظيره النمساوي الويس موك السور الحدودي خارج شوبرون.
في 10 أغسطس 1989، أعلنت المجر أنها ستخفف من تعاملها مع مرتكبي جرائم الحدود الألمانية الشرقية لأول مرة، والتي أصبحت بالفعل متساهلة. ختمت جوازات سفر الأشخاص الذين تم القبض عليهم وهم يحاولون عبور الحدود بطريقة غير مشروعة، بدلاً من إلقاء القبض عليهم أو إبلاغهم إلى سلطات ألمانيا الشرقية؛ مرتكبو الجرائم لأول مرة سيحصلون على تحذير ولا يتم ختم جوازاتهم. كما أعلنت عن اقتراح بتخفيض العبور غير القانوني للحدود من جريمة إلى جنحة.
تم فتح الجانب النمساوي من الحدود. تم فتح الحدود مؤقتًا في الساعة الثالثة بعد الظهر، وهرع ما بين 700 900 من الألمان الشرقيين، الذين كانوا قد سافروا إلى هناك دون تدخل من حرس الحدود الهنغاريين. كانت حكومة ألمانيا الغربية على استعداد بالفعل للفرار الجماعي، وكانت القطارات والمدربين على استعداد لنقل الهاربين من فيينا إلى جيسين، بالقرب من فرانكفورت، حيث كان مركز استقبال اللاجئين ينتظر وصول الوافدين الجدد.
ثم سافر حوالي 100000 ألماني شرقي إلى المجر، على أمل عبور الحدود أيضًا. خيم الكثير من الناس في حديقة سفارة ألمانيا الغربية في بودابست، في الحدائق وحول المناطق الحدودية. على الرغم من أن حكومة ألمانيا الشرقية طلبت ترحيل هؤلاء الأشخاص إلى جمهورية ألمانيا الديمقراطية، إلا أن المجر، التي وقعت اتفاقية مفوضية الأمم المتحدة لشؤون اللاجئين المتعلقة بوضع اللاجئين في 14 مارس 1989، رفضت.
من 10 سبتمبر 1989، سمحت الحكومة الهنغارية لجميع الألمان الشرقيين بعبور الحدود النمساوية الهنغارية دون عائق. غادر عشرات الآلاف والعديد منهم سافروا أيضًا إلى تشيكوسلوفاكيا، التي استسلمت حكومتها أيضًا لمطالب فتح حدودها الغربية.
خضعت حكومة ألمانيا الشرقية للضغوط للسماح للقطارات الخاصة التي تحمل لاجئي ألمانيا الشرقية من براغ إلى ألمانيا الغربية، بالسفر عبر ألمانيا الشرقية. بين الأول والثامن من أكتوبر 1989، 14 ما يسمى «قطار الحرية» (الألمانية: Flüchtlingszüge aus Prag) نقل ما مجموعه 12000 شخص إلى هوف، في بافاريا. تجمع حشود كبيرة لفرحة القطارات عند مرورها.

### معارضة شكلت حديثا

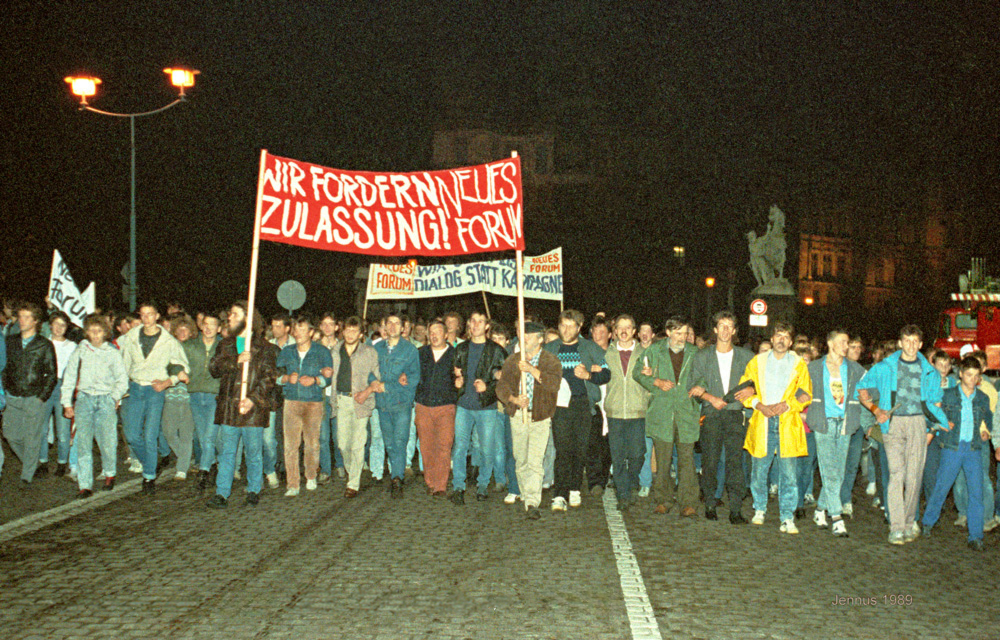
متظاهرون في شفيرين، يحملون لافتات تدعم المنتدى الجديد، 23 أكتوبر 1989

نتيجة لآمال جديدة مستوحاة من الهجرة الجماعية للألمان الشرقيين عبر هنغاريا، تشكلت عدة مجموعات معارضة في خريف عام 1989، بهدف تحقيق نفس النوع من الإصلاحات في جمهورية ألمانيا الديمقراطية التي تم إنشاؤها في بولندا والمجر.
وكان أكبرها منتدى جديد (الألمانية: منتدى نيوس). أسسها الفنان Bärbel Bohley مع Jens Reich وJutta Seidel. كان لديها أكثر من 200000 عضو في غضون أسابيع قليلة من إنشائها. في 20 سبتمبر 1989، تقدم بطلب إلى المرشحين الميدانيين في الانتخابات العامة في مارس 1990. كان المنتدى الجديد بمثابة منظمة شاملة للمجموعات الناشطة في جميع أنحاء البلاد. تم تشكيل منظمات سياسية جديدة بما في ذلك الصحوة الديمقراطية، واليسار المتحد، والحزب الاشتراكي الديمقراطي. كان لديهم جميعا أهداف مماثلة، يريدون المزيد من الديمقراطية والإصلاحات البيئية.

## الأحداث الحاسمة لعام 1989

### احتجاجات ميدان تيانانمن
يمكن أن يرى الألمان الشرقيون أخبارًا عن المظاهرات الديمقراطية في ميدان تيانانمن بين أبريل ويونيو 1989 على البث التلفزيوني في ألمانيا الغربية. عندما سحق النظام الصيني بوحشية المظاهرة في 3-4 يونيو، قُتل عدة مئات وربما عدة آلاف من المحتجين. تسبب هذا في قلق حركة الاحتجاج الألمانية الشرقية الناشئة، التي تظاهرت ضد التزوير الانتخابي في شهر مايو. وقال القس كريستيان فوهرر من نيكولايكيرتش في لايبزيج: "لقد خافنا أيضًا من إمكانية" حل صيني".
أيدت صحيفة نويس دويتشلاند، الصحيفة الرسمية لحزب الوحدة الاشتراكية الألماني، الحملة التي تشنها السلطات الصينية. أعلن مجلس الشعب الألماني أنها «هزيمة للقوات المعادية للثورة». تم إلقاء القبض على 16 من نشطاء الحقوق المدنية في برلين الشرقية المحتجين على تصرفات الحكومة الصينية.
ومع ذلك، كان التحريض السياسي المتزايد في ألمانيا الشرقية جزءًا من التحرير الأوسع داخل الكتلة السوفيتية الناتجة عن إصلاحات غورباتشوف - لم تكن البلاد معزولة مثل الصين. على الرغم من أن غورباتشوف زار بكين في مايو 1989 لتطبيع العلاقات الصينية السوفيتية، وكان الشعب الصيني متحمسًا لأفكاره، إلا أنه لم يكن له تأثير على الحكومة الصينية. بدلاً من خنق احتجاجات الألمان الشرقيين، كانت مظاهرة ميدان تيانانمين مصدر إلهام إضافي لرغبتهم في إحداث التغيير.

### الذكرى 40 لتأسيس جمهورية ألمانيا الديمقراطية

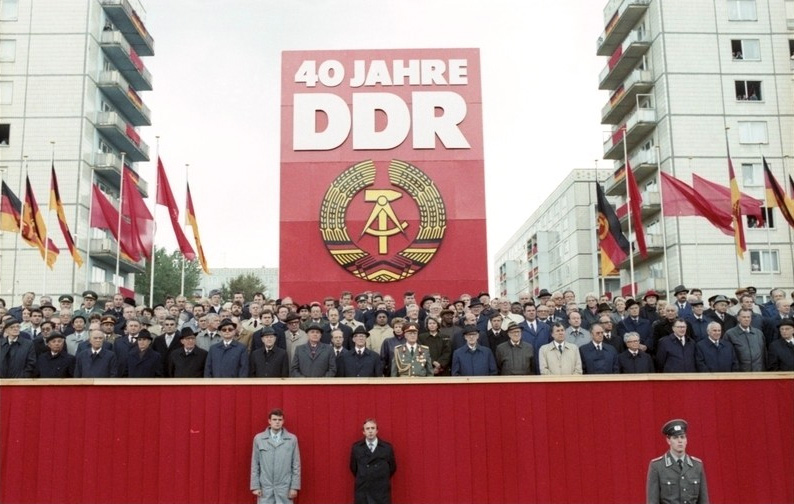
إريك هونيكر وميخائيل غورباتشوف وغيرهم من ضيوف الشرف في احتفالات يوم جمهورية ألمانيا الشرقية الأربعين، 7 أكتوبر 1989

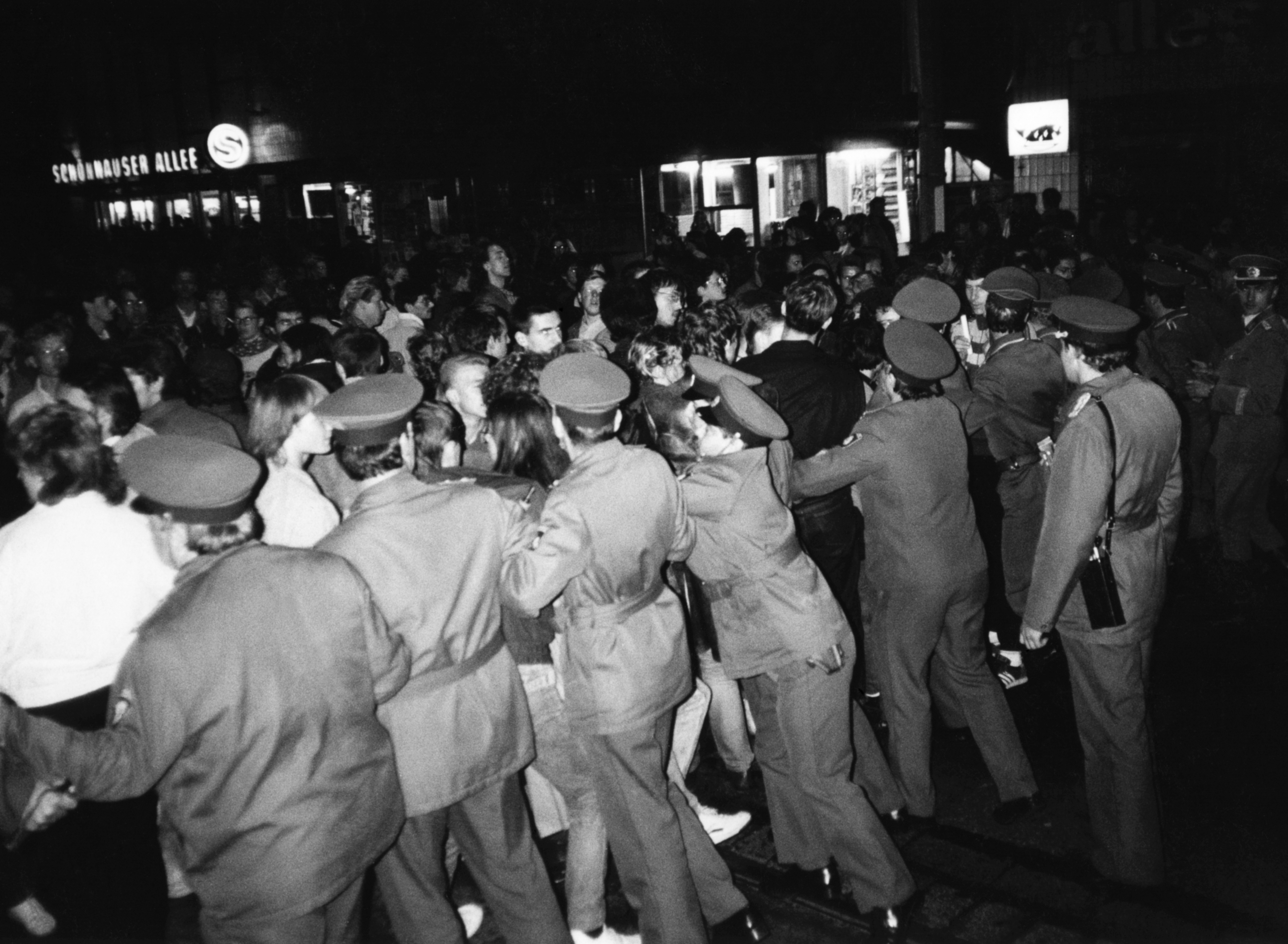
مواجهة بين قوات الأمن والمتظاهرين في احتجاج كنيسة جثسيماني في شونهاوسر آلي، برلين، 7 أكتوبر 1989

الاحتفالات بيوم الجمهورية في 7 أكتوبر 1989، الذكرى الأربعون لتأسيس جمهورية ألمانيا الديمقراطية، شابتها مظاهرات. كانت هناك احتجاجات في الأسابيع السابقة، وكانت المجر وتشيكوسلوفاكيا بهذا الوقت تسمحان للألمان الشرقيين بالسفر بحرية عبر حدودهم إلى الغرب. في الفترة من 1 إلى 8 أكتوبر، استقبل 14 «قطار حريات» 12,000 لاجئ من ألمانيا الشرقية من براغ عبر أراضي ألمانيا الشرقية إلى ألمانيا الغربية، وسمعت هتافات من الألمان الشرقيين عند مرورهم. كانت هذه كلها علامات على أن الذكرى، التي حضرها ميخائيل غورباتشوف، لن تمر بسلاسة.
على الرغم من وجود حوالي 500000 جندي سوفيتي في جمهورية ألمانيا الديمقراطية، إلا أنهم لن يساعدوا في قمع أي مظاهرات. اتضح فيما بعد أن غورباتشوف أمر بأن تبقى القوات في ثكناتها خلال الاحتفالات. ومع ذلك، لا تزال هناك مخاوف من حملة قمع على غرار ميدان تيانانمن، حيث كان إيغون كرينز، مسؤول حزب حزب الوحدة الاشتراكية الألماني، في 2 أكتوبر / تشرين الأول في بكين، في ذكرى تأسيس النظام الشيوعي الصيني. قال هناك: «في صراعات عصرنا، تقف جمهورية ألمانيا الديمقراطية والصين جنبًا إلى جنب».
في 7 أكتوبر / تشرين الأول، قامت قوات الأمن بسحق مظاهرة على ضوء الشموع مع 1500 محتج حول كنيسة جثسيماني في برينزلوير بيرج ببرلين، حيث ضربوا الناس وقاموا بحوالي 500 عملية اعتقال. كما تم قمع الاحتجاجات الأخرى خارج قصر الجمهورية.
كانت هناك احتجاجات في جميع أنحاء البلاد، وكان أكثرها تنظيماً ثلاث مظاهرات متتالية في ساكسونيا في 7 و8 و9 أكتوبر في بلاوين ودريسدن ولايبزيغ على التوالي. في لايبزيغ، لم يكن هناك عنف لأن المشاركين البالغ عددهم 70000 كانوا كثيرين على قوات الأمن المسلحة البالغ عددهم 8000 لتعامل معهم.
في 18 أكتوبر، بعد 11 يومًا فقط من هذه الأحداث، تم عزل هونيكر كرئيس للحزب والدولة، وحل محله إيغون كرينز.

### المظاهرات الأسبوعية

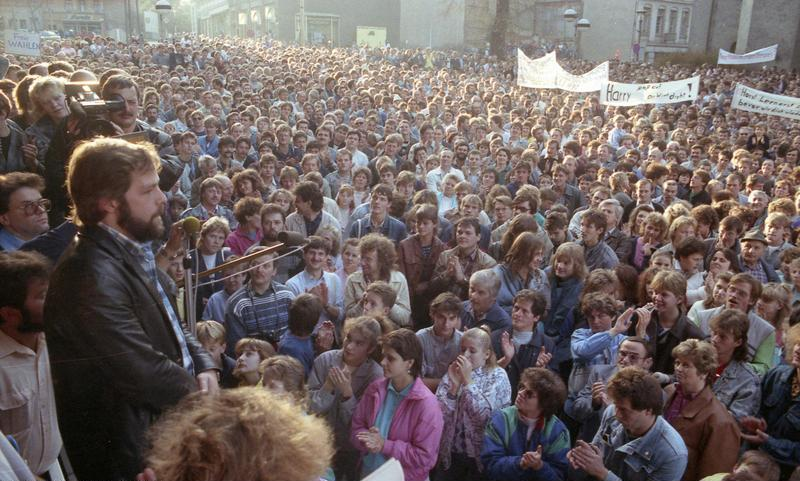
مظاهرة في 30 أكتوبر 1989 أمام دار البلدية في بلاوين

بالإضافة إلى مظاهرات الذكرى الأربعين لتأسيس جمهورية ألمانيا الديمقراطية والاحتجاجات ضد التزوير الانتخابي، منذ سبتمبر 1989 كانت هناك مظاهرات أسبوعية مؤيدة للديمقراطية في البلدات والمدن في جميع أنحاء البلاد. ويشار إليهم باسم «مظاهرات الاثنين» حيث كان ذلك في اليوم الذي وقعت فيه في لايبزيج، حيث بدأت، لكنهم نظموا في عدة أيام من الأسبوع. في إرفورت، على سبيل المثا، حدثوا يوم الخميس. كانت الموجة الأولى من هذه من 4 سبتمبر 1989 إلى مارس 1990. استمروا بشكل متقطع حتى عام 1991.
دعا المتظاهرون إلى حدود مفتوحة مع ألمانيا الغربية، والديمقراطية الحقيقية، والمزيد من حقوق الإنسان وحماية البيئة. وكان أبرز المحتجين الذين هتفوا بالشعار هو "Wir sind das Volk" («نحن الشعب»)، وهذا يعني أنه في الديمقراطية الحقيقية، يحدد الناس كيف يحكم البلد. بعد سقوط جدار برلين، في مظاهرات تدعو إلى إعادة توحيد ألمانيا، تحول هذا إلى "Wir sind ein Volk" («نحن شعب واحد»).
كانت الكنائس في كثير من الأحيان محورية في المظاهرات. انبثقت «مظاهرات يوم الاثنين» من لايبزيغ من اجتماعات صلاة الإثنين في نيكولايكيرش (كنيسة القديس نيكولاس). قيل الصلوات للأشخاص الذين تعرضوا لسوء المعاملة من قبل سلطات الدولة، لذلك اتخذت اجتماعات ذات طابع سياسي. ازداد عدد الحضور، وفي 4 سبتمبر 1989، أصبح مظاهرة لأكثر من 1000 شخص أمام الكنيسة. وصل جهاز امن الدولة لفضها، ونقل بعض المتظاهرين في شاحنات.
أصبحت المظاهرات حدثًا أسبوعيًا منتظمًا في لايبزيغ وفي جميع أنحاء البلاد، حيث انضم عشرات الآلاف. كانت هناك اعتقالات جماعية وضرب في مظاهرات لايبزيغ في 11 سبتمبر / أيلول واستمرت حتى 2 أكتوبر / تشرين الأول. بعد المظاهرة التي جرت في 9 أكتوبر / تشرين الأول، والتي فاق عدد المتظاهرين فيها قوامها تمامًا 70 ألف عنصر، ولم تتمكن من إعاقة هذه المظاهرات، ظلت المظاهرات في لايبزيغ وأماكن أخرى سلمية نسبيًا. كانت أكبر التجمعات هي مظاهرة ألكساندربلاتز في برلين في 4 نوفمبر 1989، و11 نوفمبر في لايبزيغ، مع كل ما يقدر بنحو 500000 محتج، على الرغم من أن هناك ادعاءات بأن ما يصل إلى 750,000 كانوا في مظاهرة برلين.
في 28 أكتوبر 1989، لمحاولة تهدئة الاحتجاجات، صدر عفو عن السجناء السياسيين المحتجزين بسبب جرائم الحدود أو لمشاركتهم في المظاهرات الأسبوعية.
انتهت الموجة الأولى من المظاهرات في مارس 1990 بسبب الانتخابات البرلمانية الحرة المقبلة في 18 مارس.

### الحزب الحاكم يبدأ في فقدان السلطة
في 18 أكتوبر 1989، تم استبدال إيريك هونيكر البالغ من العمر 77 عامًا كأمين عام لحزب الوحدة الاشتراكية بإيجون كرينز. استقال هونيكر رسميًا بسبب اعتلاله الصحي، لكنه تعرض لانتقادات حادة من قبل الحزب. على الرغم من أن كرينز (52 عامًا) كان أصغر عضو في المكتب السياسي، إلا أنه كان متشددًا وهنأ النظام الصيني على سحقه الوحشي لمظاهرة ميدان تيانانمن. شكك المنتدى الجديد في قدرته على تحقيق الإصلاح، قائلاً إنه «سيتعين عليه بذل» جهود هائلة «لتبديد عدم ثقة جزء كبير من السكان».
غونتر ميتاج، الذي كان مسؤولاً عن إدارة الاقتصاد، Joachim Hermann [خطأ: تحقق من وسيط ورمز اللغة] ، رئيس تحرير صحيفة نيوز دويتشلاند ورئيس الدعاية، وتمت تنحيته من منصبه.
في 7 نوفمبر 1989، استقالت الحكومة بأكملها التابعة لحكومة ألمانيا الشرقية، ومجلس الوزراء المكون من 44 عضوًا برئاسة رئيس الوزراء ويلي ستوف، نتيجة للاضطرابات السياسية الناجمة عن الهجرة الجماعية للمواطنين عبر الهنغارية والتشيكوسلوفاكية الحدود والاحتجاجات المستمرة. ظل المكتب السياسي للحزب الاشتراكي الديمقراطي هو المالك الحقيقي للسلطة السياسية. أكثر من 200,000 عضو من الحزب الاشتراكي الديمقراطي قد غادروا الحزب خلال الشهرين السابقين. أصبح هانز مودرو رئيسًا للوزراء ، وفي 17 نوفمبر قام بتشكيل مجلس للوزراء مؤلف من 28 عضوًا ضم 11 وزيراً من غير وزراء البيئة الاجتماعية.
بقي كرينز، آخر زعماء الحزب الاشتراكي الديمقراطي في جمهورية ألمانيا الديمقراطية، في منصبه لمدة 46 يومًا، واستقال في 3 ديسمبر، إلى جانب بقية المكتب السياسي للحزب الديمقراطي الاشتراكي واللجنة المركزية للحزب. كان البلد في ذلك الوقت يديره رئيس الوزراء مودرو. خلف كرينز كأمين عام للحزب من قبل مانفريد كيرلاخ.

### سقوط جدار برلين وفتح الحدود

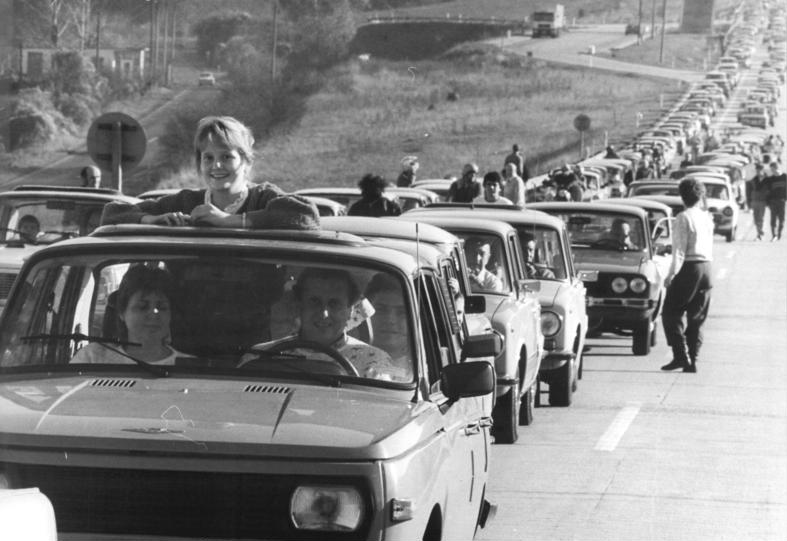
قائمة انتظار عند معبر وارثا الحدودي في تورينجيا، في 10 نوفمبر 1989، أثناء زيارة الألمان الشرقيين لألمانيا الغربية.

بعد أن سمحت المجر وتشيكوسلوفاكيا للألمان الشرقيين بالعبور إلى الغرب عبر حدودهم، لم يكن هناك ما يمكن لحكومة جمهورية ألمانيا الديمقراطية القيام به لمنع الناس من المغادرة. بين 4 و5 نوفمبر، في نهاية الأسبوع قبل افتتاح جدار برلين، غادر أكثر من 50000 شخص. أعلن مسؤول الحزب غونتر شابوفسكي في مؤتمر صحفي مساء يوم الخميس 9 نوفمبر 1989 أن الألمان الشرقيين أحرار في السفر عبر نقاط التفتيش في جدار برلين والحدود الألمانية الداخلية.
بعد بعض الالتباس الأولي، مع وصول 20 ألف شخص إلى معبر بورنهولمر شتراسه بحلول الساعة 11.30 مساءً، وهم يهتفون «فتح البوابة»، سمح هارالد جاغر، مسؤول الحدود، للناس بالمرور إلى برلين الغربية. على مدار الأيام القليلة المقبلة، اصطفت مجموعات من السيارات عند نقاط التفتيش على طول جدار برلين والحدود الألمانية الداخلية للسفر إلى ألمانيا الغربية.
من 10 نوفمبر، صمد الألمان الشرقيون الذين عبروا الحدود خارج بنوك ألمانيا الغربية لجمع Begrüßungsgeld («أموال الترحيب»). كان هذا مبلغًا دفعته حكومة ألمانيا الغربية لزيارة الألمان الشرقيين منذ عام 1970. في عام 1989، كان المبلغ 100 مارك ألماني مرة واحدة في السنة. لأن سفر الألمان الشرقيين إلى الغرب كان مقيدًا جدًا، وحتى منتصف الثمانينيات فقط حصل حوالي 60,000 زائر على «أموال الترحيب». ومع ذلك، في الفترة ما بين 9 و22 نوفمبر وحده، عبر أكثر من 11 مليون ألماني شرقي إلى برلين الغربية أو ألمانيا الغربية. في نوفمبر وديسمبر تم دفع حوالي 4 مليارات مارك ألماني وتم إيقاف النظام في 29 ديسمبر 1989.

## الوضع السياسي خلال الفترة الانتقالية
وضع سقوط جدار برلين وفتح الحدود الألمانية الداخلية تحديات جديدة لكل من الحكومة والمعارضة في جمهورية ألمانيا الديمقراطية وكذلك أولئك الذين هم في السلطة في جُمهُورِيَّة أَلمَانِيَا الاِتِّحَاديَّة. كان الرأي العام أن مصير جمهورية ألمانيا الديمقراطية تقع على عاتق الاتحاد السوفيتي. في مذكراته، كتب مستشار ألمانيا الغربية هيلموت كول أنه واجه غورباتشوف في يونيو 1989 مع الرأي القائل بأن الوحدة الألمانية ستصل بكل تأكيد مثل وصول نهر الراين إلى البحر؛ لم غورباتشوف لا خلاف هذا.
بعد 9 نوفمبر لم تكن هناك موجة من المظاهرات عبر ألمانيا الشرقية فحسب، بل كانت هناك أيضًا تحول قوي في الموقف السائد للحلول. بدلاً من الهتاف «نحن الشعب»، كانت الهتاف الجديد «نحن شعب واحد!» ظلت مشكلة الشرق والغرب على حد سواء تتمثل في ارتفاع الأعداد المستمرة من ألمانيا الشرقية إلى جُمهُورِيَّة أَلمَانِيَا الاِتِّحَاديَّة، مما خلق تأثير مزعزع للاستقرار في ألمانيا الشرقية مع وضع عبء أكبر على ألمانيا الغربية للتعامل مع هذه الأرقام الكبيرة ودمجها.

### خطة إعادة توحيد كول
في اليوم الذي سقط فيه جدار برلين، كان مستشار ألمانيا الغربية كول ووزير خارجيته هانز ديتريش جينشر في زيارة دولة لبولندا، والتي اختُلقت بسبب الوضع الجديد. قبل يوم واحد فقط، وضع كول شروطًا جديدة لتعاون أوثق مع قيادة ألمانيا الشرقية: لتخلي الجزب الشيوعي الألماني عن احتكاره للسلطة، والسماح للأحزاب المستقلة، والانتخابات الحرة، وبناء اقتصاد السوق. خلال محادثة هاتفية في 11 نوفمبر 1989 مع الأمين العام للحزب ايغون كرينز، الذي أصر على أن إعادة التوحيد لم تكن على جدول الأعمال، أقر كول بأن إنشاء «علاقات معقولة» كان أكثر إلحاحًا في الوقت الحالي.
في البداية، امتنع كول عن الضغط من أجل إعادة التوحيد لتجنب إثارة الانزعاج في الخارج. أبدى أقرب مستشار أجنبي له، هورست تيلتشيك، استحسانه من استطلاعات الرأي في 20 نوفمبر 1989، والتي أظهرت أن 70٪ من الألمان الغربيين يؤيدون إعادة التوحيد و 48٪ اعتبروها ممكنة في غضون عشر سنوات. وافق أكثر من 75٪ على المساعدات المالية المقدمة من ألمانيا الشرقية، ولكن بدون زيادة الضرائب. من نيكولاي برتغالوف، مبعوث لجورباتشوف، علم تيلشيك أن اقتراح هانز مودرو بشأن إبرام معاهدة بين الدول الألمانية قد دفع السوفييت إلى التخطيط لـ «ما لا يمكن تصوره».
بمباركة كول، طورت Teltschik طريقًا للتوحيد الألماني. في «برنامج النقاط العشر للتغلب على شعبة ألمانيا وأوروبا»، قام كول ببعض الإضافات وقراءتها بصوت عالٍ في البرلمان في 28 نوفمبر 1989. بدءاً من التدابير الفورية، تضمن المسار ترتيبًا تعاقديًا وتطوير هياكل كونفدرالية لتختتم مع اتحاد واحد.
تم قبول الخطة على نطاق واسع في البرلمان باستثناء حزب الخضر، الذي صادق على استقلال جمهورية ألمانيا الديمقراطية «بطريقة ثالثة». كان الحزب الاشتراكي الديمقراطي متشككاً ومنقسماً. صاغ المستشار السابق ويلي براندت عبارة «ما ينمو الآن، ينتمي سوية» في 10 نوفمبر 1989. أكد أوسكار لافونتين، الذي سيصبح قريبًا مرشحًا لمنصب الحزب الديمقراطي الاشتراكي ، على المخاطر المالية التي لا تحصى وتقليص عدد المغادرين.

### ردود الفعل الدولية على التطورات
أدى الإعلان المفاجئ لخطة كول إلى غضب رؤساء الدول الأوروبية والزعيم السوفيتي غورباتشوف. رأت رئيسة الوزراء البريطانية مارغريت تاتشر أن الاستقرار الدولي أصبح مهددًا وأثار الشكوك حول سلام ألمانيا الموحدة والمدعومة. كان الرئيس الفرنسي فرانسوا ميتران قلقًا من أن تتخلى الحكومة الألمانية عن التزامها بعملية التكامل الأوروبي وتركز بدلاً من ذلك على مصالحها الوطنية وطموحاتها في السلطة. في أوائل ديسمبر 1989، سعى هو وجورباتشوف إلى ضمان «أن العملية الأوروبية بأكملها تتطور بشكل أسرع من المسألة الألمانية وأنها تتفوق على التنمية الألمانية. يجب علينا تشكيل هياكل لعموم أوروبا». أبلغ غورباتشوف وزير خارجية ألمانيا الغربية جينشر بأن كول كان يتصرف «مثل ثور في متجر صيني».
في ضوء ردود الفعل الفاترة هذه، نظرت حكومة ألمانيا الغربية إلى اجتماع لقوى الحلفاء الأربع في 11 ديسمبر 1989 باعتباره إهانة واضحة. فقط حكومة الولايات المتحدة، بقيادة جورج بوش الأب، عرضت دعم المستشار الألماني الغربي من خلال تحديد مصالحها الخاصة في أي إعادة توحيد ألمانية محتملة في اليوم التالي لخطة كول.
وشدد كول على أن العامل الرئيسي وراء التطورات كان شعب جمهورية ألمانيا الديمقراطية وليس حكومة الحرس الثوري، التي فوجئت بنفسها بالأحداث وكان عليها أن ترد. كان يهدف إلى استباق زيارة دولة من قبل ميتران في 20-22 ديسمبر 1989 والمخطط لإجراء محادثات مع الوزير الرئيس مودرو. في درسدن في 19 ديسمبر، تحدث كول أمام حشد من 100000، الذين انطلقوا وسط هتافات عندما قال: «هدفي يبقى - إذا سمحت الساعة التاريخية - توحيد أمتنا».
عندما أدرك ميتران أن السيطرة على التنمية من الخارج لم تكن ممكنة، سعى إلى إلزام حكومة ألمانيا الغربية بألمانيا الموحدة المتوقعة في أمرين: الاعتراف بالحدود الغربية لبولندا والتكامل الأوروبي المعجل من خلال إنشاء اتحاد للعملة. [بحاجة لمصدر] في يناير 1990، أرسل الاتحاد السوفيتي إشارات تفهم من خلال مناشدة ألمانيا الغربية لتوصيل المواد الغذائية. في 10 فبراير 1990، أجرى كول ومستشاريه محادثات إيجابية مع غورباتشوف في موسكو.

### الوضع في ألمانيا الشرقية
بعد انتخابه رئيسا للوزراء في مجلس الشعب في 13 نوفمبر 1989، أكد هانز مودرو في 16 نوفمبر أن إعادة التوحيد، من وجهة نظر جمهورية ألمانيا الديمقراطية، لم تكن على جدول الأعمال.
منذ نهاية أكتوبر، دعت جماعات المعارضة إلى إنشاء مائدة مستديرة. أصدروا بيانًا طائفيًا: «في ضوء الوضع الحرج في بلدنا، والذي لم يعد من الممكن السيطرة عليه من قبل هياكل السلطة السابقة، نطالب ممثلين عن جمهورية ألمانيا الديمقراطية بالتجمع للتفاوض على مائدة مستديرة، لتأسيس شروط الإصلاح الدستوري والانتخابات الحرة».
الكاتبة الألمانية الشرقية كريستا وولف، التي دعت في الليلة التي سبقت فتح الحدود إلى بقاء الناس في جمهورية ألمانيا الديمقراطية، قرأت نداء بعنوان "من أجل بلادنا" في 28 نوفمبر 1989؛ كان مدعومًا من قبل فنانين من جمهورية ألمانيا الديمقراطية ونشطاء الحريات المدنية. خلال مؤتمر صحفي في اليوم نفسه، قرأ المؤلف ستيفان هيم النداء، وفي غضون بضعة أيام تلقى 1.17   مليون توقيع. ودعا إلى إنشاء "هوية منفصلة لـ ألمانيا الشرقية" وحذر من "بيع قيمنا المادية والمعنوية" من خلال إعادة التوحيد، مشيرًا إلى أنه "لا تزال هناك" فرصة لتطوير بديل اشتراكي لالمانيا الغربية على قدم المساواة شريك بين دول أوروبا ".
في الاجتماع الأول للمائدة المستديرة المركزية في 7 ديسمبر 1989، حدد المشاركون الهيئة الجديدة كمؤسسة استشارية وصنع القرار. على عكس المثال البولندي، حيث واجه مندوبو التضامن الحكومة، تم تشكيل اجتماع المائدة المستديرة المركزي من ممثلين عن العديد من مجموعات المعارضة الجديدة والمندوبين بأعداد متساوية من الحزب الاشتراكي وأحزاب الكتلة والمنظمات الجماهيرية المرتبطة بالحزب الاشتراكي. تصرف ممثلو الكنيسة كمشرفين.
كان برنامج الإصلاح الاشتراكي لحكومة مودرو يفتقر إلى الدعم على الصعيدين المحلي والدولي. في زيارة لموسكو في يناير 1990، اعترف مودرو لغورباتشوف: «الغالبية المتزايدة من سكان ألمانيا الديمقراطية لم تعد تؤيد فكرة وجود دولتين ألمانيتين؛ لم يعد من الممكن الحفاظ على هذه الفكرة. ... إذا لم نفهم المبادرة الآن، فإن العملية التي بدأت بالفعل ستستمر تلقائيًا وبشكل تصاعدي دون أن نتمكن من التأثير عليها».
لتوسيع الثقة في حكومته للمرحلة الانتقالية حتى الانتخابات الحرة، في 22 كانون الثاني / يناير 1990، عرض مودرو على جماعات المعارضة فرصة المشاركة في الحكومة. وافقت غالبية هذه المجموعات على معارض مضاد لوضع المرشحين من المائدة المستديرة المركزية في حكومة انتقالية غير حزبية. اعتبر مودرو هذه محاولة لتفكيك حكومته ورفضها في 28 يناير. بعد مفاوضات مطولة وتهديد مودرو بالاستقالة، تراجعت المعارضة وقبولت مكانًا في الحكومة كـ «وزراء بلا حقيبة». ومع ذلك، عندما التزم مودرو بألمانيا كدولة واحدة بعد بضعة أيام، سحب اليسار المتحد قبوله بسبب «خيانة الأمانة» ورفض التورط في الحكومة.
بعد دخول الحكومة في 5 فبراير 1990، سافر جميع «الوزراء» التسعة الجدد مع مودرو إلى بون لإجراء محادثات مع حكومة ألمانيا الغربية في 13 فبراير. كما هو الحال مع زيارة كول لدريسدن قبل شهرين، تم رفض مودرو الدعم المالي الفوري لتجنب تهديد الإعسار (على الرغم من أن اتحاد العملة المحتملين كان معروضًا منذ عدة أيام). كانت المحادثات غير مثمرة إلى حد كبير، مع عدم رغبة كول في إجراء أي تعيينات حاسمة مع الانتخابات المحورية على بعد أسابيع فقط.

## التحول
«التحول» (بالألمانية: Die Wende) مصطلح ظهر لأول مرة في إشارة إلى الثورة السلمية في 16 أكتوبر 1989 في دير شبيغل. تم استخدام المصطلح لأول مرة علنًا في ألمانيا الشرقية في 18 أكتوبر في خطاب ألقاه زعيم جمهورية ألمانيا الديمقراطية المؤقت إيغون كرينز.  